# Forat negre supermassiu

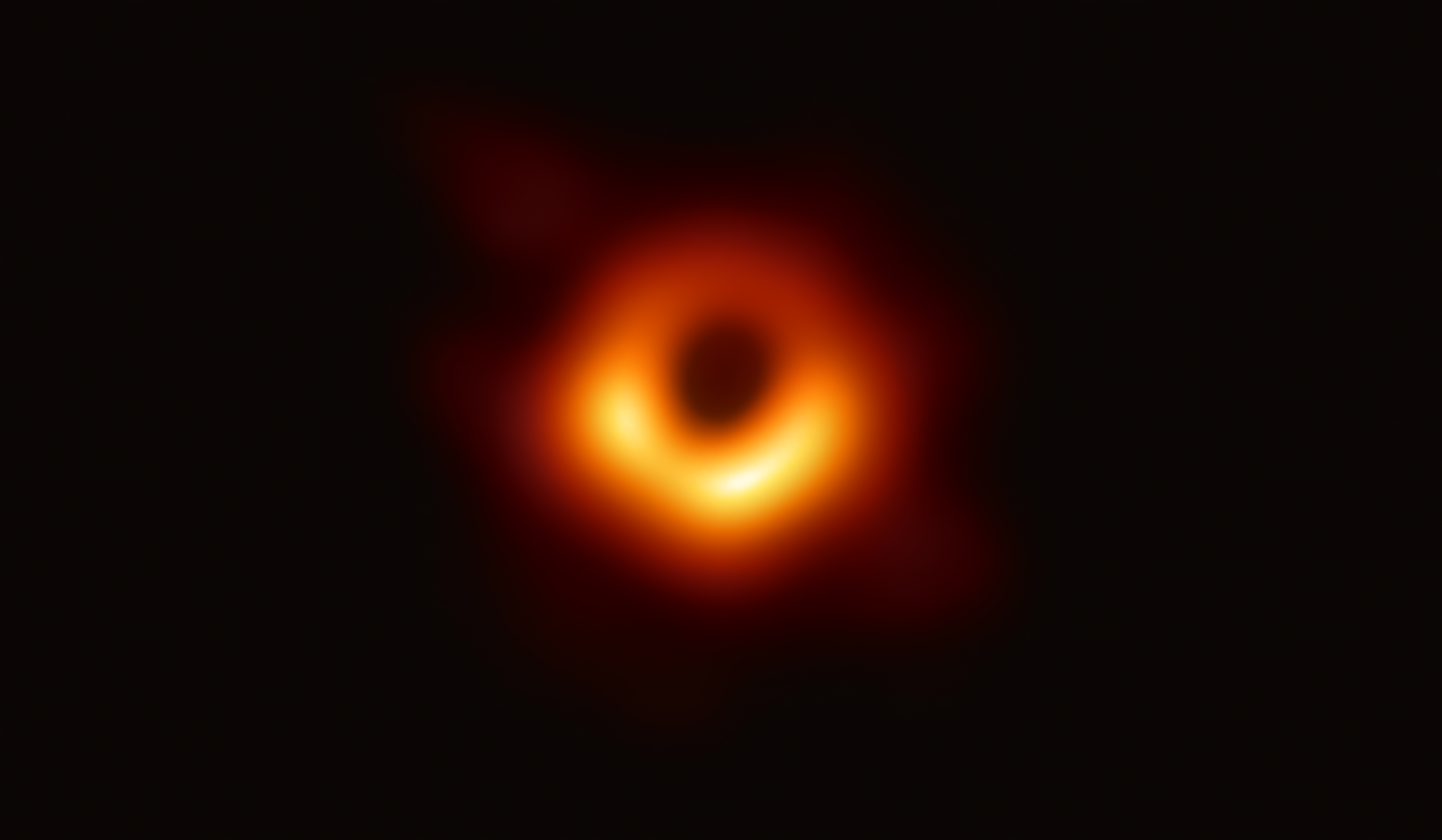
El forat negre supermassiu situat al nucli de la galàxia Verge A. Es tracta de la primera imatge obtinguda d'un forat negre, l'abril de 2019 en el marc del projecte Event Horizon Telescope.

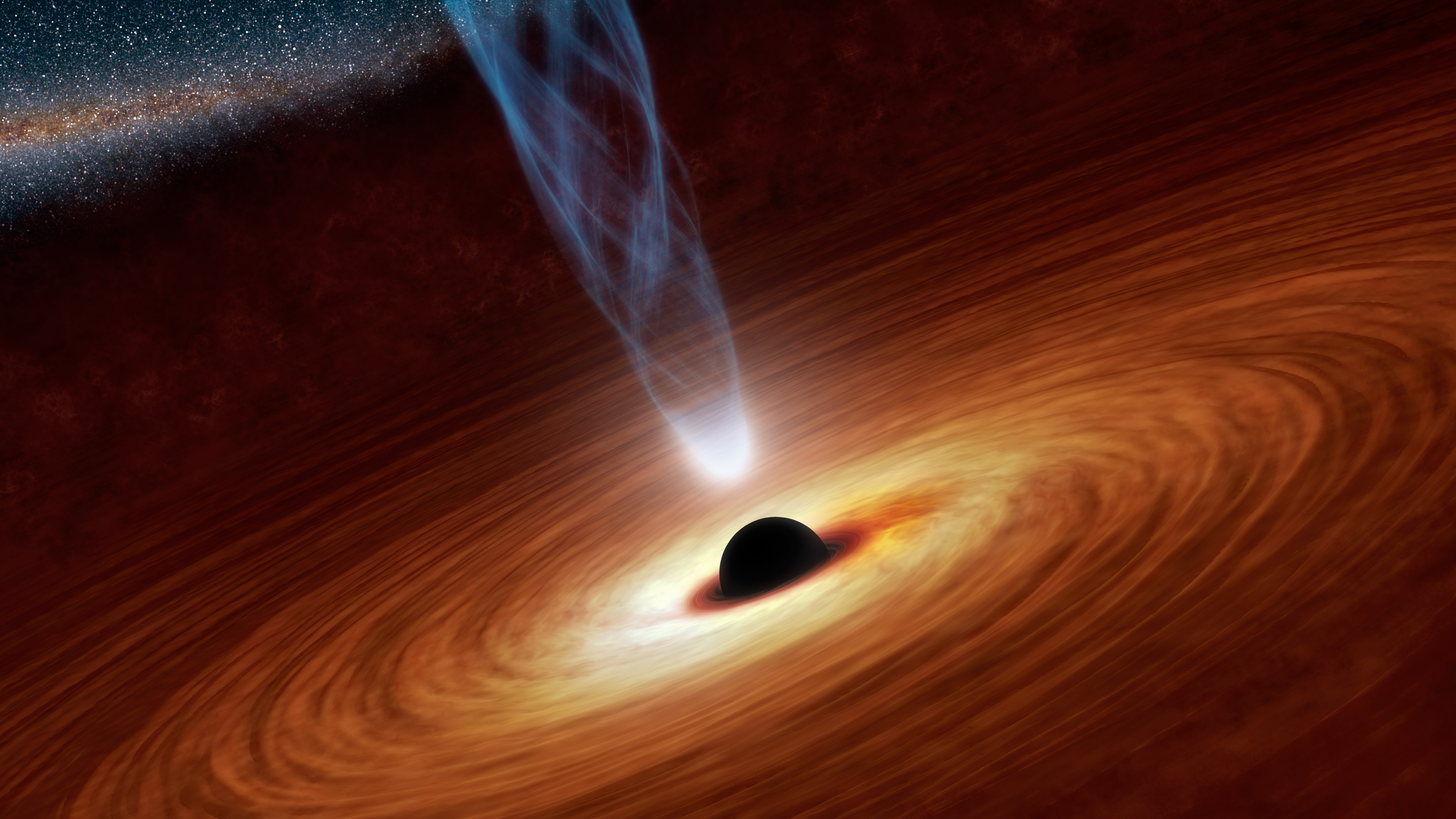
Concepte artístic d'un forat negre supermassiu amb milions de bilions de cops la massa del Sol

Un forat negre supermassiu és un forat negre amb una massa de l'ordre de milions o milers de milions de masses solars.
Es creu que la Via Làctia té un forat negre supermassiu just en el seu centre galàctic. També es pensa que moltes, si no totes, les galàxies tenen un forat negre supermassiu al seu centre.
Un forat negre supermassiu té algunes propietats interessants que el diferencien dels de menor massa:
- La densitat mitjana d'un forat negre supermassiu pot ser molt baixa; de fet, pot ser menor que la densitat de l'aigua. Això passa perquè el radi del forat negre incrementa linealment amb la massa, i així la densitat decau amb el quadrat de la massa.
- Les força de marea en la proximitat de l'horitzó d'esdeveniments són sensiblement menors. Donat que el centre de la singularitat està molt allunyat de l'horitzó, un hipotètic astronauta viatjant cap al centre del forat negre no experimentaria forces de marea significatives fins a endinsar-se molt en el forat negre.

Els forats negres d'aquesta mida només es poden formar de dues formes: per una lenta captació de massa (des d'una mida estel·lar), o directament per una pressió externa en els primers moments del big-bang. El primer mètode requereix un llarg període i gran quantitat de matèria disponibles per al creixement del forat negre i, per tant, la hipòtesi més plausible és que provinguin d'un quasiestel dels primers períodes de l'univers.
Mesuraments Doppler de la matèria que envolta el nucli de les galàxies veïnes revela un moviment molt ràpid, que només és possible amb una gran concentració de matèria en el centre. Actualment, l'únic objecte conegut que pot contenir tanta quantitat de matèria en un espai tan reduït és un forat negre.
En galàxies actives més allunyades, es pensa que l'ample de les línies espectrals està relacionat amb la massa del forat negre que genera l'activitat de la galàxia.
Aquests forats negres supermassius en els centres de les galàxies, es pensa que són el "motor" d'objectes actius tals com les galàxies Seyfert i els quàsars. Es creu que Sagitari A* és el forat negre supermassiu central de la Via Làctia.
En maig del 2004, Paolo Padovani i altres astrònoms punters anunciaren el descobriment de 30 forats negres supermassius fora de la Via Làctia. El seu descobriment suggereix que hi ha almenys el doble d'aquests forats negres dels que es pensava prèviament.

## Introducció
Un forat negre supermassiu té algunes propietats interessants que ho diferencien d'uns altres de menor massa:
- La densitat mitjana d'un forat negre supermassiu, en referència al seu horitzó de successos, pot ser molt baixa; de fet pot ser menor que la densitat de l'aigua, si la seva massa és prou gran. Això ocorre perquè el radi del forat negre s'incrementa linealment amb la massa, per la qual cosa la densitat decau amb el quadrat de la massa, mentre que el volum és proporcional al cub del radi de Schwarzschild, de tal manera que la densitat satisfà la següent proporcionalitat:

{\displaystyle \rho \propto {\frac {M}{R_{S}^{3}}}\propto {\frac {c^{6}}{G^{3}M^{2}}}\approx 1,842\cdot 10^{16}\left({\frac {M_{\odot }}{M}}\right)^{2}\ {\frac {\mbox{g}}{{\mbox{cm}}^{3}}}}

On {\displaystyle \scriptstyle M_{\odot }} és la massa del sol i {\displaystyle \scriptstyle M} la massa del forat negre supermassiu. La quantitat anterior és inferior a la densitat de l'aigua quan la massa supera cent trenta-sis milions de vegades la massa solar. Cal recalcar que tots els forats negres posseeixen una densitat infinita, fent que aquest càlcul només sigui una densitat aparent.
- Les forces de marea en el veïnatge de l'horitzó de successos són sensiblement menors. Atès que el centre de la singularitat està molt allunyat de l'horitzó, un hipotètic astronauta viatjant cap al centre del forat negre no experimentaria forces de marea significatives fins a endinsar-se molt en el forat negre.

Els forats negres d'aquesta grandària poden formar-se només de dues formes: per una lenta absorció (acreció) de matèria (a partir d'una grandària estel·lar), o directament per pressió externa en els primers instants del Big bang. El primer mètode requereix un llarg període i grans quantitats de matèria disponibles per al creixement del forat negre supermassiu.
Uns certs mesuraments Doppler de la matèria que envolta el nucli de galàxies veïnes a la Via Làctia revelen un moviment giratori molt ràpid, que només és possible per una gran concentració de matèria en el centre. Actualment, l'únic objecte conegut que pot contenir prou matèria en tan reduït espai és un forat negre.
En galàxies actives més allunyades, es pensa que l'ample de les línies espectrals està relacionat amb la massa del forat negre que genera l'activitat de l'espai.

### Història de la cerca de forats negres supermassius
Donald Lynden-Bell i Martin Rees en 1971 exposen la hipòtesi que el centre de la Via Làctia podria contenir un forat negre supermassiu. Sagitari A va ser descobert i nomenat el 13 i 15 de febrer de 1974, pels astrònoms Bruce Balick i Robert Brown utilitzant l'interferòmetre de línia de base de l'Observatori Nacional de Ràdio Astronomia. Es va descobrir una font de ràdio que emet radiació sincrotró; es va trobar que era dens i immòbil a causa de la seva gravitació. Aquest va ser, per tant, el primer indici que existeix un forat negre supermassiu en el centre de la Via Làctia.

## Formació

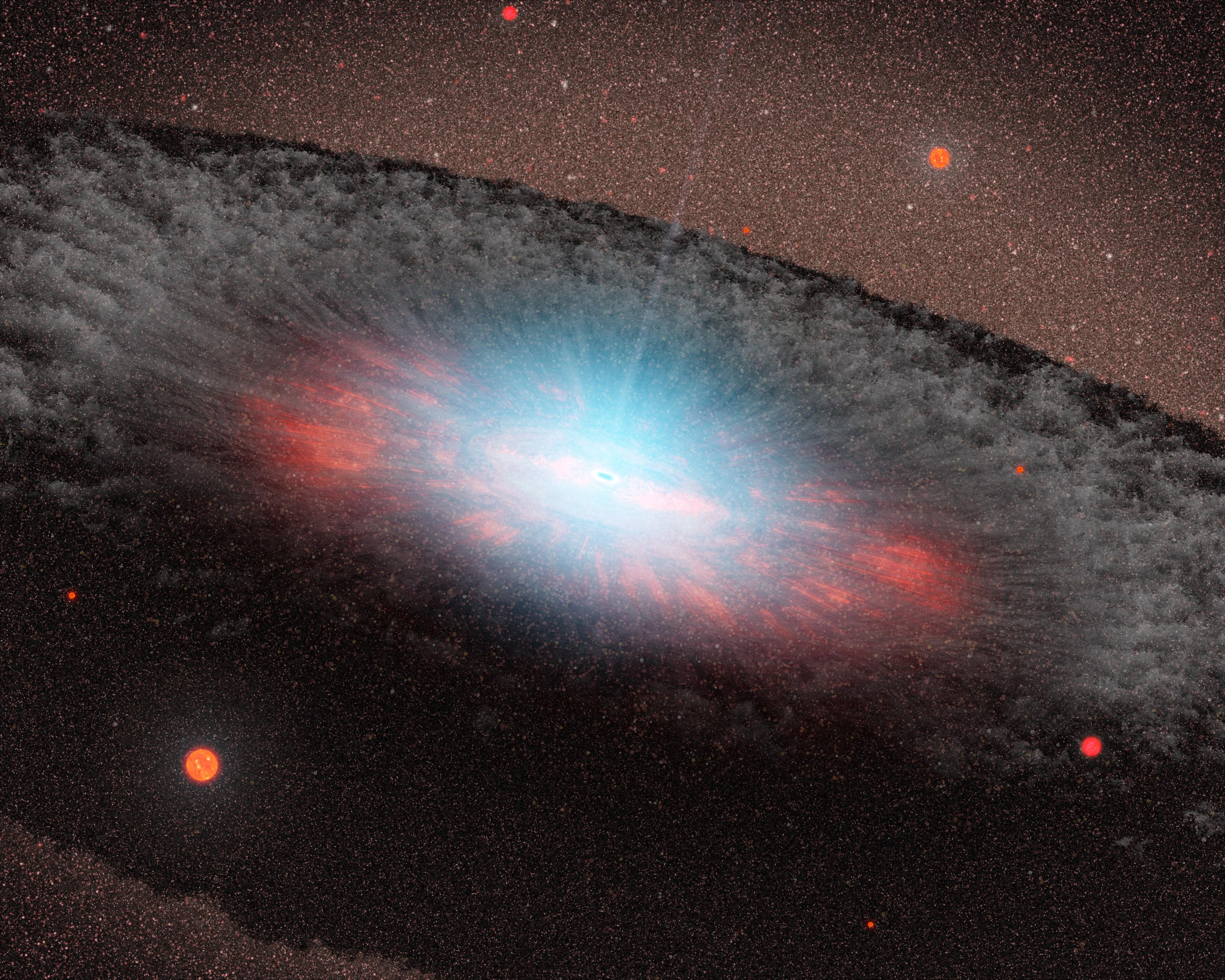
Concepció artística d'un forat i l'acreció del disc negre supermassiu

L'origen dels forats negres supermassius continua sent un camp de recerca obert. Els astrofísics estan d'acord que una vegada que un forat negre està en el seu lloc en el centre d'una galàxia, pot créixer per l'acreció de matèria i mitjançant la fusió amb altres forats negres. Hi ha, no obstant això, diverses hipòtesis per als mecanismes de formació i masses inicials dels progenitors, o "llavors", de forats negres supermassius.
- La hipòtesi més òbvia és que les llavors són forats negres de desenes o potser centenars de masses solars que queden per les explosions d'estrelles massives i augmenten per acreció de matèria.
- Un altre model consisteix en un gran núvol de gas en el període anterior a les primeres estrelles formades en col·lapsar en una "quasi-estrella" i després en un forat negre en principi de solo al voltant de 20 milions de sols, i després, ràpidament, per acreció, convertir-se amb relativa rapidesa en un forat negre de massa intermèdia, i possiblement un SMBH (sigles de l'anglès de ultramassive black holes, forat negre supermassiu) si la taxa d'acreció no decau en masses majors.[2] La "quasi-estrella" inicial es torna inestable per pertorbacions radials a causa de la producció de parells electró-positró en el seu nucli, i pot col·lapsar directament en un forat negre sense una explosió de supernova, que expulsi la major part de la seva massa deixant un forat negre com a romanent.
- No obstant això, un altre model[3] implica un cúmul estel·lar dens sotmès a col·lapse en un nucli amb disminució de la quantitat de calor de la resta expulsada per dispersió a velocitats relativistes.
- Finalment, els forats negres primordials poden haver estat produïts directament per la pressió externa en els primers moments després del Big bang. La formació dels forats negres per la mort de les primeres estrelles s'ha estudiat i corroborat per les observacions àmpliament. Els altres models per a la formació del forat negre esmentades anteriorment són teòrics.

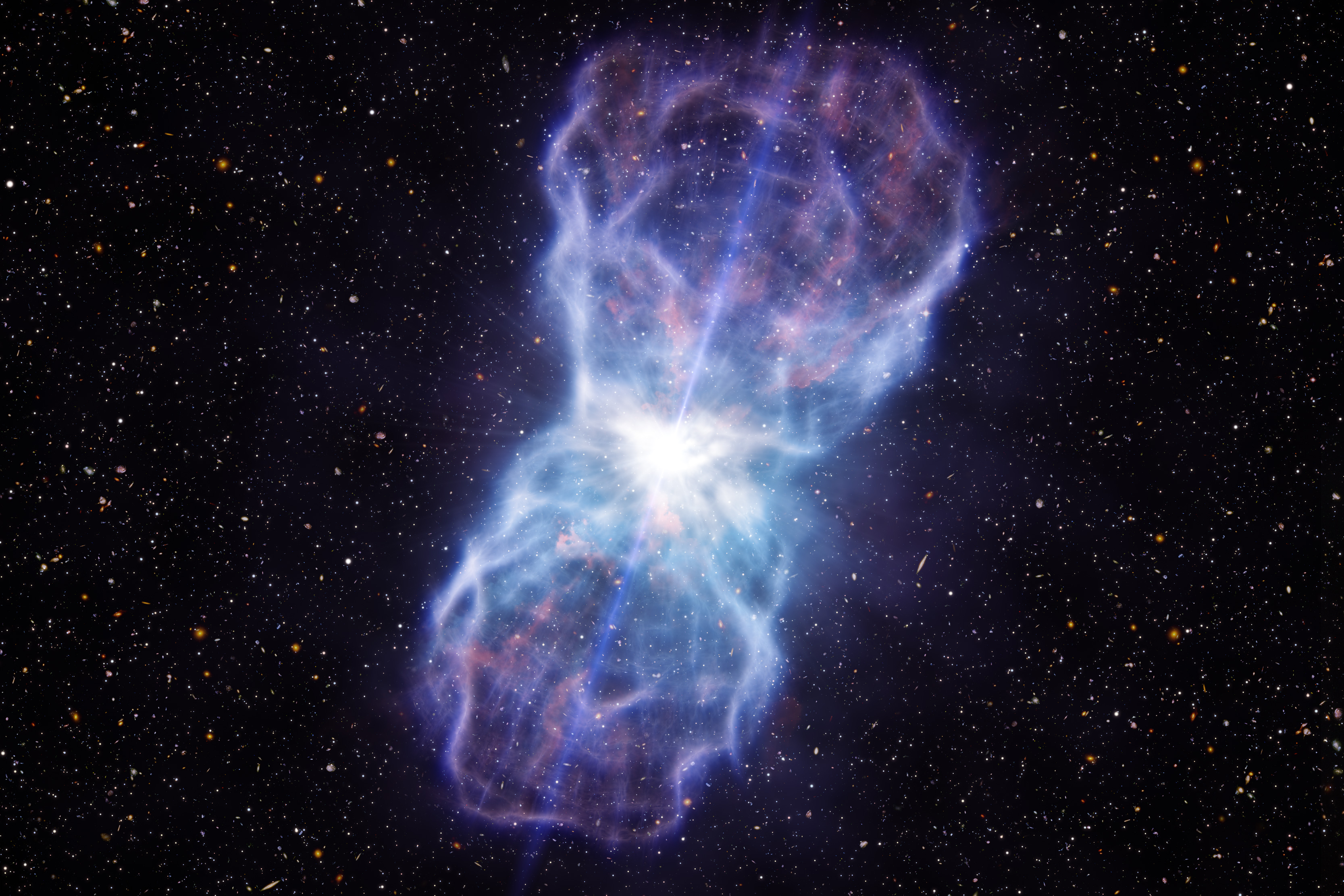
Impressió artística de l'ejecció del quàsar SDSS J1106 + 1939

La dificultat en la formació d'un forat negre supermassiu resideix en la necessitat de prou matèria per a estar en un petit volum. Aquest assumpte ha de tenir molt poc moment angular perquè això succeeixi. Normalment, el procés d'acreció implica el transport d'una gran dotació inicial de moment angular cap a l'exterior, i aquest sembla ser el factor limitant en el creixement del forat negre. Aquest és un component important de la teoria dels discos d'acreció. L'acreció de gas és el més eficient i també la manera més visible en el qual creixen els forats negres. La major part del creixement de la massa dels forats negres supermassius es creu que ocorre a través d'episodis de l'acreció ràpida de gas, que són observables com a nuclis galàctics actius o quàsars. Les observacions revelen que els quàsars eren molt més freqüents quan l'Univers era més jove, la qual cosa indica que els forats negres supermassius es van formar i van créixer d'hora. Un factor limitant important per a les teories de la formació d'un forat negre supermassiu és l'observació de quàsars distants lluminosos, que indiquen que els forats negres supermassius de milers de milions de masses solars ja s'havien format quan l'univers tenia menys de mil milions d'anys. Això suggereix que els forats negres supermassius es van iniciar molt primerenc en l'Univers, dins de les primeres galàxies massives.
Actualment, sembla que hi ha un buit en la distribució de la massa observada dels forats negres. Hi ha forats negres de massa estel·lar, generats a partir d'estrelles que col·lapsen, que van fins a potser 33 milions de masses solars. El forat negre supermassiu mínim és de l'ordre de centenars de milers de masses solars. Entre aquests règims sembla haver-hi una escassetat de forats negres de massa intermèdia. Una bretxa tal suggeriria qualitativament diferents processos de formació. No obstant això, alguns models suggereixen que les fonts de raigs X ultralluminosos (ULXs) poden ser forats negres d'aquest grup que falta.

## Mesures de l'efecte Doppler

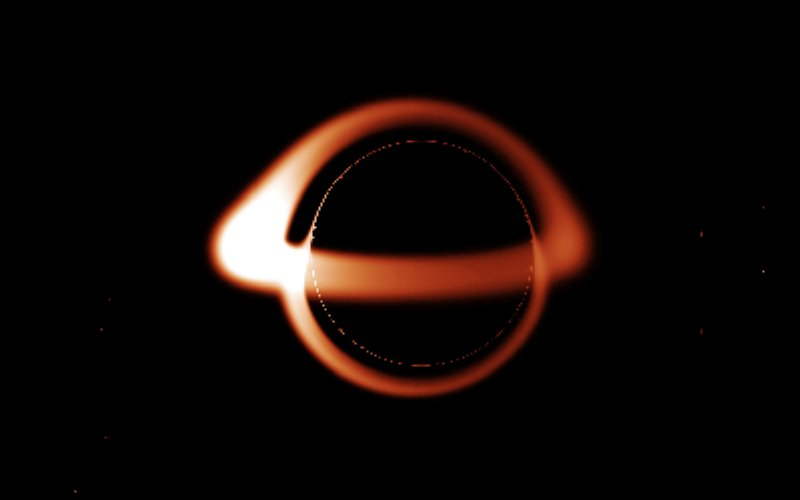
Vista lateral del forat negre amb l'anell toroïdal transparent de matèria ionitzada segons un model proposat per a Sgr A *. Aquesta imatge mostra resultat de la flexió de la llum des de darrere del forat negre, i també mostra l'asimetria que sorgeix per l'efecte Doppler de la velocitat orbital extremadament alta de la matèria en l'anell, que gira d'esquerra a dreta per davant.

Algunes de les millors evidències de la presència de forats negres és la que proporciona l'efecte Doppler. D'acord amb aquest efecte, la llum emesa per la matèria objectes que s'allunyen de nosaltres presenta decalatge cap al roig, mentre que els objectes que s'acosten presentaran decalatge cap al blau. Així, per a la matèria que es troba molt prop d'un forat negre, la velocitat orbital ha de ser comparable amb la velocitat de la llum, per la qual cosa la matèria que s'allunya apareixerà molt feble en comparació amb la matèria que acosti, cosa que significa que els sistemes amb discos intrínsecament simètriques i anells adquiriran un aspecte visual molt asimètric. Aquest efecte, s'ha deixat en l'ordinador modern imatges generades com l'exemple que aquí es presenta, amb base en un model plausible per al forat negre supermassiu a Sgr A * en el centre de la nostra pròpia galàxia. No obstant això, la resolució que proporciona la tecnologia telescopi actualment disponible és encara insuficient per a confirmar directament tals prediccions.
El que ja s'ha observat directament en molts sistemes són les velocitats no relativistes més baixes de la matèria que orbita més lluny del que se suposa que són els forats negres. Mesures Doppler directes de màser (sigles en anglès d'Amplificació de Microones per emissió estimulada de Radiació) d'aigua de la matèria que envolta els nuclis de les galàxies pròximes han revelat un moviment keplerià molt ràpid que només és possible amb una alta concentració de la matèria en el centre. En l'actualitat, els únics objectes coneguts que poden concentrar prou matèria en un espai tan petit són els forats negres, o les coses que evolucionaran en forats negres dins de terminis astrofísicament curts. Per a galàxies actives més allunyades, l'amplària de les línies espectrals àmplies es pot utilitzar per a sondejar el gas que orbita prop de l'horitzó de successos. La tècnica de mapatge de reverberació utilitza la variabilitat d'aquestes línies per a mesurar la massa i tal vegada el gir del forat negre de les galàxies actives.
La gravitació dels forats negres supermassius en el centre de moltes galàxies es creu que alimenten objectes actius com ara galàxies Seyfert i quàsars.
Una correlació empírica entre la grandària dels forats negres supermassius i la velocitat de dispersió estel·lar σ d'un bulb galàctic es diu la relació M-sigma.

## Radiació de Hawking
La radiació de Hawking és radiació de cos negre i s'espera que sigui alliberada per forats negres a causa d'efectes quàntics prop de l'horitzó de successos. Aquesta radiació redueix la massa i l'energia del forat negre, fent que el forat negre s'encongeixi i finalment desaparegui. Si el forat negre s'evapora a través de la radiació de Hawking, un forat negre supermassiu amb una massa de 1011 (cent mil milions) de masses solars s'evaporarà en aproximadament  2 × 10100  anys. Es prediu que durant el col·lapse dels supercúmuls de la galàxia, alguns forats negres enormes en l'univers continuaran creixent fins als 1014 M☉. Fins i tot aquests desapareixeran en un termini de 10106  anys.

## La Via Làctia

Òrbites inferits de 6 estrelles al voltant supermassiu forat negre candidat Sagitari A * en el centre de la galàxia Via Làctia

Els astrònoms estan segurs que en la nostra pròpia galàxia, la Via Làctia existeix un forat negre supermassiu en el seu centre, a 26.000 anys llum del sistema solar, en una regió anomenada Sagitari A* pel fet que:
1. Des del moviment de l'estrella S2, la massa de l'objecte es pot estimar com 4,1 milions de masses solars,[8][9] o al voltant de  8,2 × 1036  kg.
2. L'estrella S2 segueix una òrbita el·líptica amb un període de 15,2 anys i un pericentre (distància més pròxima) de 17 hores llum ( 1,8 × 1013  m o 120 UA) des del centre de l'objecte central.[10]
3. El radi de l'objecte central ha de ser menys de 17 hores llum, perquè en cas contrari, S2 xocaria amb ell. De fet, recents observacions de l'estrella S14[11] indiquen que el radi és menor de 6,25 hores llum, comparable al diàmetre de l'òrbita d'Urà (5,31 hores llum). D'altra banda, l'aplicació de la fórmula per al radi de Schwarzschild produeix tan sols uns 41 segons llum, la qual cosa és consistent que la velocitat de fuita ha de ser, com a mínim, una mica major que la velocitat de la llum; impossible que dona lloc al forat negre.
4. Cap objecte astronòmic conegut que no sigui un forat negre pot contenir 4,1 milions de masses solars en aquest volum d'espai.

L'Institut Max Planck de Física Extraterrestre i UCLA Centre Galactic Group han proporcionat l'evidència més forta fins a la data que Sagitari A * és el lloc d'un forat negre supermasivo, sobre la base de dades d'ESO Very Large Telescope i el telescopi Keck.

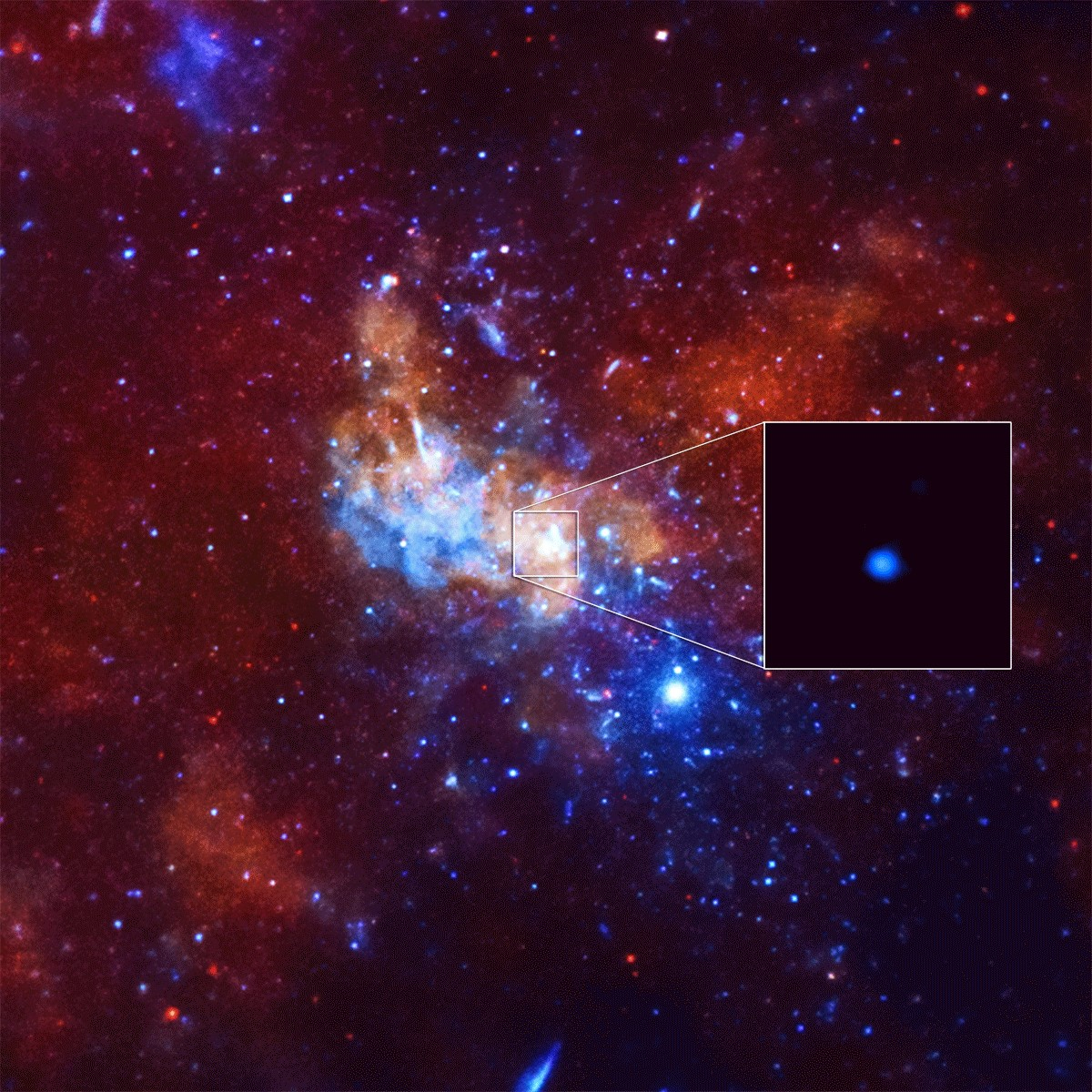
La detecció d'un brot inusualment brillant de raigs X de Sagitari A *, un forat negre supermassiu en el centre de la Via Làctia

El 5 de gener de 2015, la NASA va informar de l'observació d'una flamerada de raigs X 400 vegades més brillant de l'habitual, un registre automàtic, de Sagitari A *; aquest esdeveniment atípic pot haver estat causat per la ruptura, a part d'un asteroide que cau en el forat negre o per l'embolic de línies de camp magnètic dins del gas que flueix en Sagitari A *, segons els astrònoms.